# Alycia Moulton
Alycia Moulton (* 18. Februar 1961 in Sacramento, Vereinigte Staaten) ist eine ehemalige US-amerikanische Tennisspielerin.
Die Tochter des Ingenieurs Lee Moulton und der Geschäftsfrau Eleanor Moulton hat einen Bruder, Gregory Moulton, der Avamar Technologies gegründet hat. Alycia Moulton ist mit George Artz verheiratet. Nach ihrer Tenniskarriere arbeitete sie in einer Immobiliengesellschaft; dafür studierte sie Rechtswissenschaften an der University of California, Davis. Alycia Moulton lebt in Menlo Park in Kalifornien.

## Karriere
Sie gewann im Laufe ihrer Karriere insgesamt sieben Turniere auf der WTA Tour, davon zwei im Einzel und fünf im Doppel. Außerdem erreichte sie acht weitere Endspiele (fünf im Doppel). Bei Grand-Slam-Turnieren erreichte sie mehrfach das Achtelfinale im Einzel sowie das Viertelfinale im Doppel. Im Mixed-Wettbewerb stand sie einmal im Achtelfinale. Ihre besten Platzierungen in der WTA-Weltrangliste waren die Positionen 18 im Einzel und 28 im Doppel.

## Erfolge

### Turniersiege (WTA)

#### Einzel
| Nr. | Datum            | Turnier   | Belag           | Finalgegnerin | Ergebnis |
| --- | ---------------- | --------- | --------------- | ------------- | -------- |
| 1.  | 28. Februar 1983 | Ridgewood | Teppich (Halle) | Catrin Jexell | 6:4, 6:2 |
| 2.  | 19. Juli 1983    | Newport   | Rasen           | Kim Shaefer   | 6:3, 6:2 |

#### Doppel
| Nr. | Datum            | Turnier   | Belag           | Partnerin    | Finalgegnerinnen                        | Ergebnis      |
| --- | ---------------- | --------- | --------------- | ------------ | --------------------------------------- | ------------- |
| 1.  | 6. November 1982 | Hongkong  | Sand            | Laura duPont | Jennifer Mundel-Reinbold Yvonne Vermaak | 6:2, 4:6, 7:5 |
| 2.  | 1. Mai 1983      | Atlanta   | Hartplatz       | Sharon Walsh | Rosie Casals Wendy Turnbull             | 6:3, 7:6      |
| 3.  | 28. Oktober 1984 | Brighton  | Teppich (Halle) | Paula Smith  | Barbara Potter Sharon Walsh             | 6:7, 6:3, 7:5 |
| 4.  | 28. Juli 1986    | Berkeley  | Hartplatz       | Beth Herr    | Amy Holton Elna Reinach                 | 6:1, 6:2      |
| 5.  | 3. August 1986   | San Diego | Hartplatz       | Beth Herr    | Elise Burgin Rosalyn Fairbank           | 5:7, 6:2, 6:4 |

## Abschneiden bei Grand-Slam-Turnieren

### Einzel
| Turnier         | 1978 | 1979 | 1980 | 1981 | 1982 | 1983 | 1984 | 1985 | 1986  | 1987 | Karriere |
| --------------- | ---- | ---- | ---- | ---- | ---- | ---- | ---- | ---- | ----- | ---- | -------- |
| Australian Open | —    | —    | —    | —    | 2    | AF   | 1    | 1    | n. a. | 2    | AF       |
| French Open     | —    | —    | —    | —    | —    | 2    | 1    | —    | 1     | —    | 2        |
| Wimbledon       | —    | 2    | 1    | —    | 2    | 1    | 2    | 3    | 2     | 3    | 3        |
| US Open         | 1    | 2    | 1    | 3    | 3    | 2    | 1    | AF   | 2     | 1    | AF       |

Zeichenerklärung: S = Turniersieg; F, HF, VF, AF = Einzug ins Finale / Halbfinale / Viertelfinale / Achtelfinale; 1, 2, 3 = Ausscheiden in der 1. / 2. / 3. Hauptrunde; Q1, Q2, Q3 = Ausscheiden in der 1. / 2. / 3. Runde der Qualifikation; n. a. = nicht ausgetragen

### Doppel
| Turnier         | 1978 | 1979 | 1980 | 1981 | 1982 | 1983 | 1984 | 1985 | 1986  | 1987 | Karriere |
| --------------- | ---- | ---- | ---- | ---- | ---- | ---- | ---- | ---- | ----- | ---- | -------- |
| Australian Open | —    | —    | —    | —    | 1    | VF   | 1    | VF   | n. a. | 1    | VF       |
| French Open     | —    | —    | —    | —    | —    | VF   | AF   | —    | VF    | —    | VF       |
| Wimbledon       | —    | 1    | —    | —    | VF   | AF   | AF   | AF   | AF    | 2    | VF       |
| US Open         | 2    | AF   | 2    | 1    | 2    | AF   | VF   | 2    | AF    | 1    | VF       |

### Mixed
| Turnier         | 1980              | 1981              | 1982              | 1983              | 1984              | 1985              | 1986              | 1987 | Karriere |
| --------------- | ----------------- | ----------------- | ----------------- | ----------------- | ----------------- | ----------------- | ----------------- | ---- | -------- |
| Australian Open | nicht ausgetragen | nicht ausgetragen | nicht ausgetragen | nicht ausgetragen | nicht ausgetragen | nicht ausgetragen | nicht ausgetragen | 1    | 1        |
| French Open     | —                 | —                 | —                 | —                 | —                 | —                 | —                 | —    | —        |
| Wimbledon       | —                 | —                 | —                 | —                 | 1                 | —                 | 1                 | —    | 1        |
| US Open         | 1                 | —                 | AF                | 1                 | 2                 | —                 | —                 | —    | AF       |